# Jordanus Nemorarius

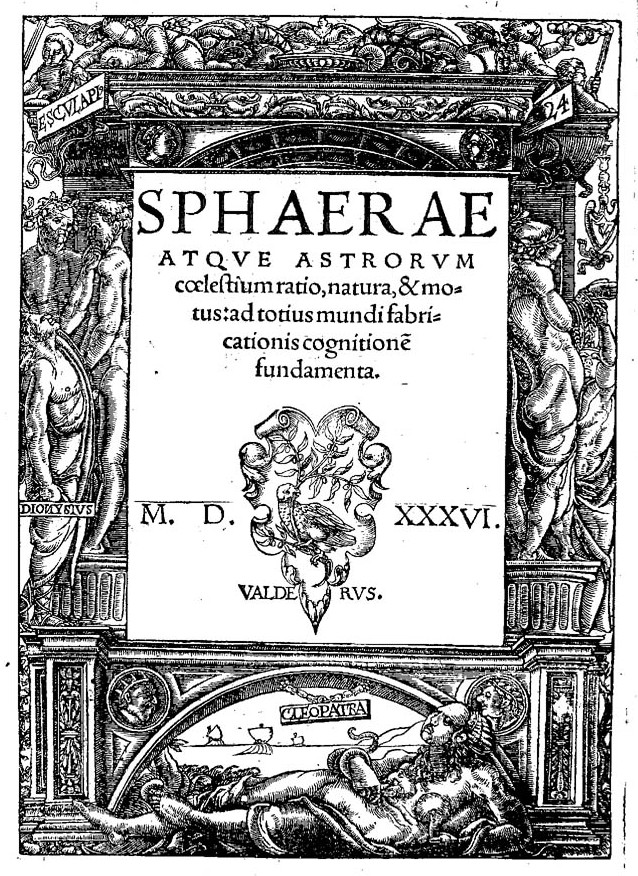
Sphaerae atque astrorum coelestium ratio, natura, et motus, 1536

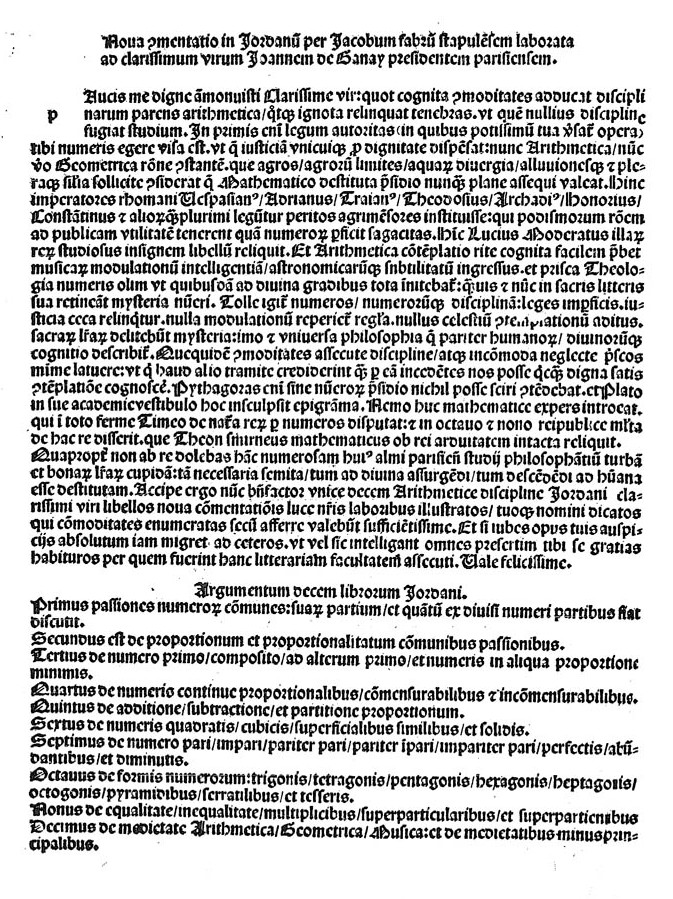
Demonstrationes in Arithmetica.

Jordanus Nemorarius var en av medeltidens inflytelserikaste matematiker.
Jordanus Nemorarius verkade vid Paris universitet och var troligen identisk med dominikanernas ordensgeneral Jordanus Saxo, död 1237, vilket förutsätter att Jordanus Nemorarius inte är densamma som Jordanus de Nemore, som ska ha undervisat i Toulouse år 1229. I Jordanus Nemorarius' matematiska skrifter, Aritmetica demonstrata (aritmetik), Algoritmus demonstratus (algebra), De triangulis med flera, vilka är påverkade av arabiska förebilder, används för första gången bokstäver som beteckningar för tal. Jordanus de Nemore skrev framför allt om balansjämvikter. 